# ジャン＝ジャック・カントロフ
ジャン＝ジャック・カントロフ（Jean-Jacques Kantorow、1945年10月3日 - ）は、フランスのカンヌ生まれのヴァイオリン奏者、指揮者。息子はピアニストのアレクサンドル・カントロフ。

## 経歴
ユダヤ系ロシア人の両親の下に生まれた。ニース音楽院を経て、パリ音楽院を卒業する。グレン・グールドにコンクール時の演奏を絶賛され、デビューを飾ることとなった。1977年5月に初来日した。
ソリストとしての活動以外に、パリ管弦楽団のコンサートマスターを務めたほか、指揮者としては、フランス国立オーヴェルニュ＝ローヌ＝アルプ管弦楽団やパリ室内管弦楽団の音楽監督を務めた。

## コンクール歴
- 1962年 カール・フレッシュ国際ヴァイオリン・コンクールで第1位。
- 1963年 第10回ロン＝ティボー国際コンクールで第6位。
- 1964年 第11回パガニーニ国際コンクールで第1位
- 1965年 ジュネーヴ国際音楽コンクールで入賞。
- 1967年
  - エリザベート王妃国際音楽コンクールで第6位。
  - 第12回ロン＝ティボー国際コンクールで第4位。
- 1968年 第2回ティボール・ヴァルガ国際ヴァイオリン・コンクールで第1位。

## 近況
2007年には、スペインの作曲家ホセ・マリア・サンチェス・ベルドゥの新作を指揮する予定である。 2009年5月には東京・有楽町の東京国際フォーラムで開催された『ラ・フォル・ジュルネ・オ・ジャポン2009』 で多くの公演に出演し、活躍をした。その後2012年からはバイオリニストの活動を停止し指揮活動に専念していたが、2017年からバイオリニストの活動を再開した。2019年には息子のアレクサンドル・カントロフが第16回チャイコフスキー国際コンクールピアノ部門で優勝した。